# Carl Gustaf Ekerholm
Carl Gustaf Ekerholm, född 1 maj 1759 i Malmö, död 1 april 1808 i Helsingborg, var en svensk borgmästare.
Ekerholm, som var son till rådstuvaktmästaren Gabriel Ekerholm (död 1785) och Katrina Maria Elisabeth Svahn (död 1822), blev student vid Lunds universitet 1777 och disputerade under Lars Johan Colling 1780. Han blev vice häradshövding och var borgmästare i Helsingborgs stad från 1793. Han var ledamot av ståndsriksdagen 1800 för staden och tilldelades lagmans namn 1805. Han ägde och bebodde gården Eneborg.